# Moritz Sanders
Moritz Sanders (Rotthalmünster, 9 maggio 1998) è un cestista tedesco.